# BBC Asian Network

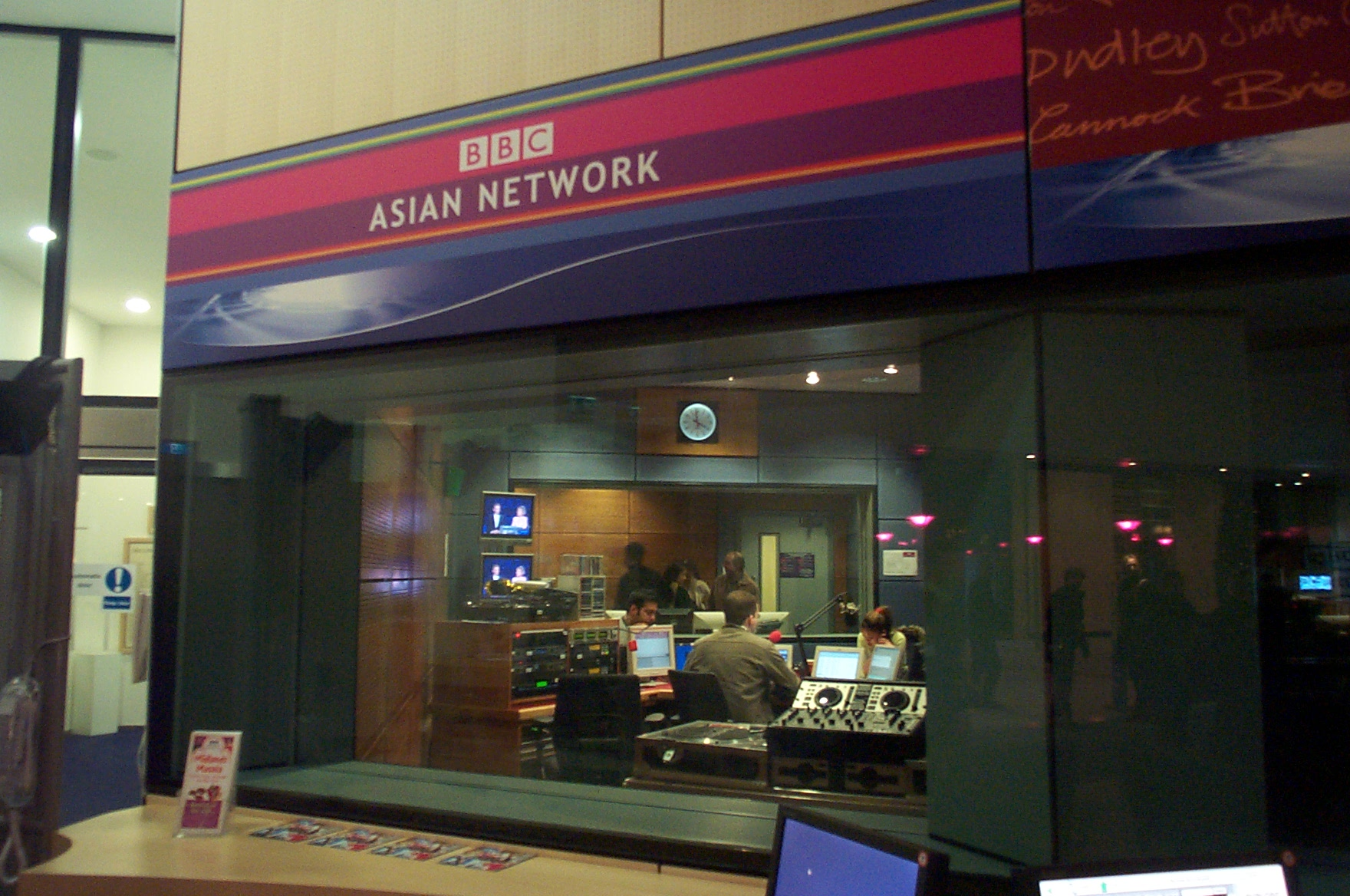
Studio BBC Asian Network zlokalizowane w centrum handlowym "The Mailbox" w Birmingham

BBC Asian Network – brytyjski ogólnokrajowy kanał radiowy należący do publicznego nadawcy, BBC. Jest adresowany do osób pochodzenia południowoazjatyckiego. To obecnie jedyna w portfolio BBC ogólnobrytyjska stacja skierowana do przedstawicieli mniejszości etnicznych. 
Większość audycji stacji nadawana jest z Birmingham i Londynu. Asian Network istnieje jako osobny kanał od roku 1996 (wcześniej było to pasmo w dwóch rozgłośniach regionalnych BBC). Początkowo stacja była dostępna w przekazie analogowym tylko w regionie Midlands, na falach średnich. Od 2002 roku dzięki multipleksowi BBC National DAB radia cyfrowego, można jej słuchać w całej Wielkiej Brytanii. Obecna jest także w Internecie.